# چاچکی ویلکیه
چاچکی ویلکیه (به لهستانی:  Czaczki Wielkie) یک روستا در لهستان است که در گمینا توروشنگ کوشچیلنا واقع شده‌است.